# Thamnaconus arenaceus
Thamnaconus arenaceus es una especie de peces de la familia Monacanthidae en el orden de los Tetraodontiformes.

## Morfología
Los machos pueden llegar alcanzar los 23 cm de longitud total.

## Hábitat
Es un pez de mar y de clima subtropical y demersal.

## Distribución geográfica
Se encuentran en Sudáfrica y Madagascar.

## Observaciones
Es inofensivo para los humanos.